# Waddinxveen
Waddinxveen este o comună și o localitate în provincia Olanda de Sud, Țările de Jos. 